# Стефан Горнґахер
Стефан Горнґахер  (нім. Stefan Horngacher, 20 вересня 1969) — австрійський стрибун з трампліна, олімпійський медаліст.

## Виступи на Олімпіадах
| Олімпіада           | Дисципліна             | Місце |
| ------------------- | ---------------------- | ----- |
| Ліллехаммер 1994    | інд., норм. трамплін   | 12    |
| Ліллехаммер 1994    | інд., великий трамплін | 19    |
| Ліллехаммер 1994    | ком., великий трамплін | 3     |
| Нагано 1998         | інд., норм. трамплін   | 10    |
| Нагано 1998         | інд., великий трамплін | 60    |
| Нагано 1998         | ком., великий трамплін | 3     |
| Солт-Лейк-Сіті 2002 | інд., норм. трамплін   | 11T   |
| Солт-Лейк-Сіті 2002 | інд., великий трамплін | 5     |
| Солт-Лейк-Сіті 2002 | ком., великий трамплін | 4     |

## Зовнішні посилання
- Досьє на sport.references.com